# سيابونغا نهلابو
سيابونغا نهلابو (بالإنجليزية: Siyabonga Nhlapo)‏ (مواليد 23 ديسمبر 1988) هو لاعب كرة قدم جنوب أفريقي يلعب حاليًا لصالح نادي بيدفيست ويتس الجنوب أفريقي.

## روابط خارجية
- سيابونغا نهلابو على موقع قاعدة بيانات كرة القدم.إي يو (الإنجليزية)
- سيابونغا نهلابو على موقع ناشيونال فوتبول تيمز (الإنجليزية)
- سيابونغا نهلابو على موقع Soccerway.com (الإنجليزية)